# João Ortiz
João Luis Ortiz Pérez (La Calera, 10 febbraio 1991) è un calciatore cileno, centrocampista dell'Unión La Calera.

## Caratteristiche tecniche
È un esterno sinistro. È nipote del calciatori peruviani Eloy Ortíz.

## Palmarès
- Campionato cileno: 1

Universidad de Chile: 2014 (A)